# Laguna Cashibococha
Cashibococha es una laguna ubicado a 25 kilómetros de Pucallpa, la cual es centro de pesca en pirañas. De allí se ubica la misión Suiza y comunidades aledañas.

## Características
Al ser descubierto esta laguna, se mostró resultados según la Universidad Nacional Mayor de San Marcos, demostrando varias pruebas como: la coloración entre verdoso a café oscuro, con una concentración de pH de 6. Así también, la temperatura es de 24,4 y 37 °C compuesto de 1,3 y 7,4 miligramos de oxígeno por litro.